# يان روبرتسون
يان روبرتسون (بالإنجليزية: Ian Robertson)‏ (14 أكتوبر 1966 في المملكة المتحدة - ) هو لاعب كرة قدم بريطاني في مركز الدفاع. لعب مع نادي أبردين ونادي مونتروز لكرة القدم.